# 2019-es Australian Open
A 2019-es Australian Open  az év első Grand Slam-tornája volt, amelyet 2019. január 14–27. között 107. alkalommal rendeztek meg a Melbourne-ben található Melbourne Parkban. Az open erában ez volt az 51. Australian Open.
A tornát férfi és női egyes, páros és vegyes páros; junior fiú és lány egyes és páros; szenior férfi és női egyes és páros, valamint kerekesszékes férfi és női egyes és páros kategóriákban rendezték. Emellett meghívásos alapon a teniszlegendák számára is rendeztek férfi és női páros mérkőzéseket. A torna szponzora a korábbi évekhez hasonlóan a Kia Motors volt.
A torna az év egyik legerősebb versenye volt, amelyről a világranglista legjobbjai közül csak a férfiaknál hiányzott Juan Martín del Potro és Richard Gasquet sérülés miatt.
A címvédő a férfiaknál a hatszoros Australian Open-győztes Roger Federer, míg a nőknél az előző évben első Grand Slam-tornagyőzelmét arató Caroline Wozniacki volt. A női párosban a magyar Babos Tímea és a francia Kristina Mladenovic párosa szerezte meg a trófeát az előző évben.
A győzelmet a férfiaknál a szerb Novak Đoković, a nőknél a japán Ószaka Naomi szerezte meg. Đoković hetedszer győzött az Australian Openen, és egyben tizenötödik Grand Slam-tornagyőzelmét aratta, amellyel a Grand Slam-tornagyőzelmek számát tekintve a 3. helyre került Roger Federer és Rafael Nadal mögött, megelőzve az eddig vele holtversenyben álló Pete Samprast. Női párosban a címvédő Babos-Mladenovic páros a döntőben szenvedett vereséget a Samantha Stosur–Csang Suaj ausztrál–kínai kettőstől. A férfi párost a francia Pierre-Hugues Herbert–Nicolas Mahut páros nyerte, míg vegyes párosban a cseh Barbora Krejčíková és az amerikai Rajeev Ram párosa győzött.
Az Australian Open történetében először alkalmazták a rövidítést 6–6-os állás esetén, amely rövidítés a megszokottól eltérően legalább 10 nyert pontig ment, és a győztesnek két pont különbséget kellett elérnie. Az Australian Open történetének első új szabályok szerinti rájátszását a brit Katie Boulter nyerte az orosz Jekatyerina Makarova ellen. Ugyancsak újítás volt, hogy hőség esetén a második játszma után 10 perces szünetre került sor.

## A magyar részvétel
A magyar résztvevők közül Babos Tímea, valamint a férfiaknál Fucsovics Márton egyéniben a főtáblán indulhatott. Babos a 2. körben az 5. kiemelt amerikai Sloane Stephenstől, Fucsovics ugyancsak a 2. körben a 11. kiemelt horvát Borna Ćorićtól szenvedett vereséget. A nők versenyében Stollár Fanny a selejtező 15. kiemeltjeként próbált egyéniben élete első Grand Slam-főtáblájára kerülni, azonban csak eddigi legjobb Grand Slam-eredménye beállításával a selejtező 2. köréig jutott. Babos Tímea női párosban a francia Kristina Mladenoviccsal címe megvédéséért lép pályára, vegyes párosban Fucsovics Mártonnal indult, és a 2. körig jutottak. A juniorok közt Nagy Adrienn egyéniben a 11. kiemeltként indult, és a 3. körben esett ki; a fiúk között Makk Péter első Grand Slam-tornáján vett részt és a 2. körig jutott. A junior lányok páros versenyén Nagy Adrienn japán párjával a 3. kiemeltként indult, és megszerezte első junior Grand Slam-tornagyőzelmét.

## Világranglistapontok
A versenyen az elért eredménytől függően a világranglista állásába beszámító alábbi pontok szerezhetők.
| Eredmény           | Férfi egyes | Férfi páros | Női egyes | Női páros |
| ------------------ | ----------- | ----------- | --------- | --------- |
| Győzelem           | 2000        | 2000        | 2000      | 2000      |
| Döntő              | 1200        | 1200        | 1300      | 1300      |
| Elődöntő           | 720         | 720         | 780       | 780       |
| Negyeddöntő        | 360         | 360         | 430       | 430       |
| 16 között          | 180         | 180         | 240       | 240       |
| 32 között          | 90          | 90          | 130       | 130       |
| 64 között          | 45          | 0           | 70        | 10        |
| 128 között         | 10          | –           | 10        | –         |
| Főtáblára jutás    | 25          | 25          | 40        | –         |
| Selejtező (3. kör) | 16          | –           | 30        | –         |
| Selejtező (2. kör) | 8           | –           | 20        | –         |
| Selejtező (1. kör) | 0           | –           | 2         | –         |

## Pénzdíjazás
A torna összdíjazása 62,5 millió ausztrál dollár, amely 14%-kal magasabb a 2018. évinél. Az alábbiakban szintén ausztrál dollárban olvashatóak az összegek, párosnál feleződik az egy főre jutó díjazás.
| Eredmény           | Egyes*       | Páros**                   | Vegyes páros**            |
| Győzelem           | 4 100 000 A$ | 750 000 A$                | 185 000 A$                |
| Döntő              | 2 050 000 A$ | 375 000 A$                | 95 000 A$                 |
| Elődöntő           | 920 000 A$   | 190 000 A$                | 47 500 A$                 |
| Negyeddöntő        | 460 000 A$   | 100 000 A$                | 23 000 A$                 |
| 16 között          | 260 000 A$   | 55 000 A$                 | 11 500 A$                 |
| 32 között          | 155 000 A$   | 32 500 A$                 | 5950 A$                   |
| 64 között          | 105 000 A$   | 21 000 A$                 | –                         |
| 128 között         | 75 000 A$    | –                         | –                         |
| Selejtező (döntő)  | 40 000 A$    | *Nemenként **Csapatonként | *Nemenként **Csapatonként |
| Selejtező (2. kör) | 25 000 A$    | *Nemenként **Csapatonként | *Nemenként **Csapatonként |
| Selejtező (1. kör) | 15 000 A$    | *Nemenként **Csapatonként | *Nemenként **Csapatonként |

## Döntők

### Férfi egyes
- Novak Đoković– Rafael Nadal, 6–3, 6–2, 6–3

### Női egyes
- Ószaka Naomi– Petra Kvitová, 7–6(2), 5–7, 6–4

### Férfi páros
- Pierre-Hugues Herbert /  Nicolas Mahut– Henri Kontinen /  John Peers, 6–4, 7–6(1)

### Női páros
- Samantha Stosur /  Csang Suaj– Babos Tímea /  Kristina Mladenovic 6–3, 6–4

### Vegyes páros
- Barbora Krejčíková /  Rajeev Ram– Astra Sharma /  John-Patrick Smith, 7–6(3), 6–1

### Juniorok

#### Fiú egyéni
- Lorenzo Musetti– Emilio Nava, 4–6, 6–2, 7–6(12)

#### Lány egyéni
- Clara Tauson– Leylah Fernandez, 6–4, 6–3

#### Fiú páros
- Jonáš Forejtek /  Dalibor Svrčina– Cannon Kingsley /  Emilio Nava, 7–6(5), 6–4

#### Lány páros
- Kavagucsi Nacumi /  Nagy Adrienn– Chloe Beck /  Emma Navarro, 6–4, 6–4